# Sigeres
Sigeres – gmina w Hiszpanii, w prowincji Ávila, w Kastylii i León, o powierzchni 13,7 km². W 2011 roku gmina liczyła 58 mieszkańców.